# David VII de Géorgie
Pour les articles homonymes, voir David.
David VII ou V Ulu de Géorgie (« l’Aîné » ; en géorgien  : დავით VII, Davit VII ; 1215-1270) est un co-roi de Géorgie de la dynastie des Bagratides de 1247 à 1259. Il règne seul sur l’est de la Géorgie (Karthlie et Kakhétie) de 1259 à 1270.

## Biographie
David VII est le fils du roi Georges IV de Géorgie et de sa maîtresse d’origine roturière.
Craignant sa potentielle prétention au trône, sa tante la reine Rousoudan Ire l’exile à la cour de son gendre, le sultan seldjoukide de Roum Kay Khusraw II (1237-1246), pendant qu’elle dépêche son propre fils, prénommé lui aussi David, auprès du Grand Khan mongol afin qu’il soit investi comme héritier du trône.
David retrouve sa liberté en 1242 à la suite de la défaite du sultan seldjoukide par les Mongols. En 1246, deux ans après la mort de sa tante Rousoudan Ire, il est choisi comme roi par une partie des nobles qui estiment que son cousin, le jeune prince David, a définitivement disparu pendant son voyage à Karakorum.
Après son couronnement dans la cathédrale de Svétitskhovéli à Mtskheta, David VII est lui aussi envoyé à la cour du Grand Khan en Mongolie pour recevoir l’investiture. Il y retrouve son cousin et homonyme toujours en vie. Le Khan Guyuk, reconnaissant son droit d’aînesse, investit les deux princes comme co-rois de Géorgie sous les noms de David VII Ulu (« aîné ») et David VI Narin (« cadet »).
En 1256, David VII Ulu participe avec un corps d’auxiliaires géorgiens à la prise de la forteresse d'Alamut par les troupes mongoles. Son cousin David Narin tente d’échapper au joug des occupants mais sa révolte échoue et il doit se réfugier en Géorgie occidentale où il s’auto-proclame roi d’Iméréthie en 1258.
En 1260, le Khan Hulagu demande à David Ulu, dont les forces ont déjà participé à la prise de Bagdad en 1258, une nouvelle contribution militaire pour mener une expédition contre l’Égypte. David VII refuse et entre lui aussi en rébellion. En réponse, une armée menée par le futur Ilkhan Arghun dévaste le sud de la Géorgie après avoir vaincu Serge Ier Jakeli, le gouverneur du Samtskhe. Elle ne peut toutefois pas capturer le rebelle qui se réfugie à Kutaisi, en Iméréthie, auprès de David VI Narin. La reine Gvantsa, épouse de David VII Ulu, est exécutée en représailles par les Mongols en 1263.
L’année suivante, David VII Ulu doit faire la paix avec les occupants mongols. Il revient à Tiflis et gouverne jusqu’à sa mort l’est de la Géorgie. Il fournit un contingent lorsque l’Ilkhan fait de nouveau appel aux troupes géorgiennes pour combattre à ses côtés lors de sa révolte contre la suzeraineté de la Horde d'or. L’armée géorgienne défait le Khan Berké et expulse les Mongols du Chirvan.
La soumission aux exigences des occupants mongols et les dévastations opérées par ces derniers en cas de révolte entraînent la ruine économique du pays et la désintégration de la Géorgie en plusieurs entités régionales.
David VII Ulu meurt en 1270 et est inhumé à Mtskheta.

## Mariage et descendance
David VII épouse en premières noces la princesse seldjoukide Jigda Khanoum (morte en 1252), dont il n'a pas d'enfants. Il épouse en secondes noces en 1250 Althoun, dont il a deux enfants :
- Georges, prince héritier de Géorgie ;
- Thamar, qui épouse :
  - l'Ilkhan Arghoun Khan ;
  - Sadoun III Mankaberderli, régent de Géorgie de 1269 à 1278.

David VII répudie Althoun en 1252 et épouse en troisièmes noces Gvantsa, fille de Kakhaber IV Kakhaberidzé, duc de Radsha, dont il a un fils :
- Démétrè, roi de Géorgie.

Il épouse finalement en quatrièmes noces en 1268 la Mongole Isukhan, fille de Tchormaghan Noyan, dont il n'a pas d'enfants.

## Sources
- Cyrille Toumanoff, Les dynasties de la Caucasie chrétienne de l'Antiquité jusqu'au XIXe siècle : Tables généalogiques et chronologiques, Rome, 1990, p. 137-138.
- Alexandre Manvelichvili, Histoire de la Géorgie, Paris, Nouvelles Éditions de la Toison d'Or, 1951, 476 p., p. 232-5.
- Nodar Assatiani et Alexandre Bendianachvili, Histoire de la Géorgie, Paris, l'Harmattan, 1997, 335 p. [détail des éditions] (ISBN 2-7384-6186-7, présentation en ligne), p. 162-5.
- Marie-Félicité Brosset, Histoire de la Géorgie depuis l’Antiquité jusqu’au XIXe siècle, v. 1-7, Saint-Pétersbourg, 1848-58 (lire ce livre avec Google Books : , ), p. 543-586.